# Acordos de Paz de Paris

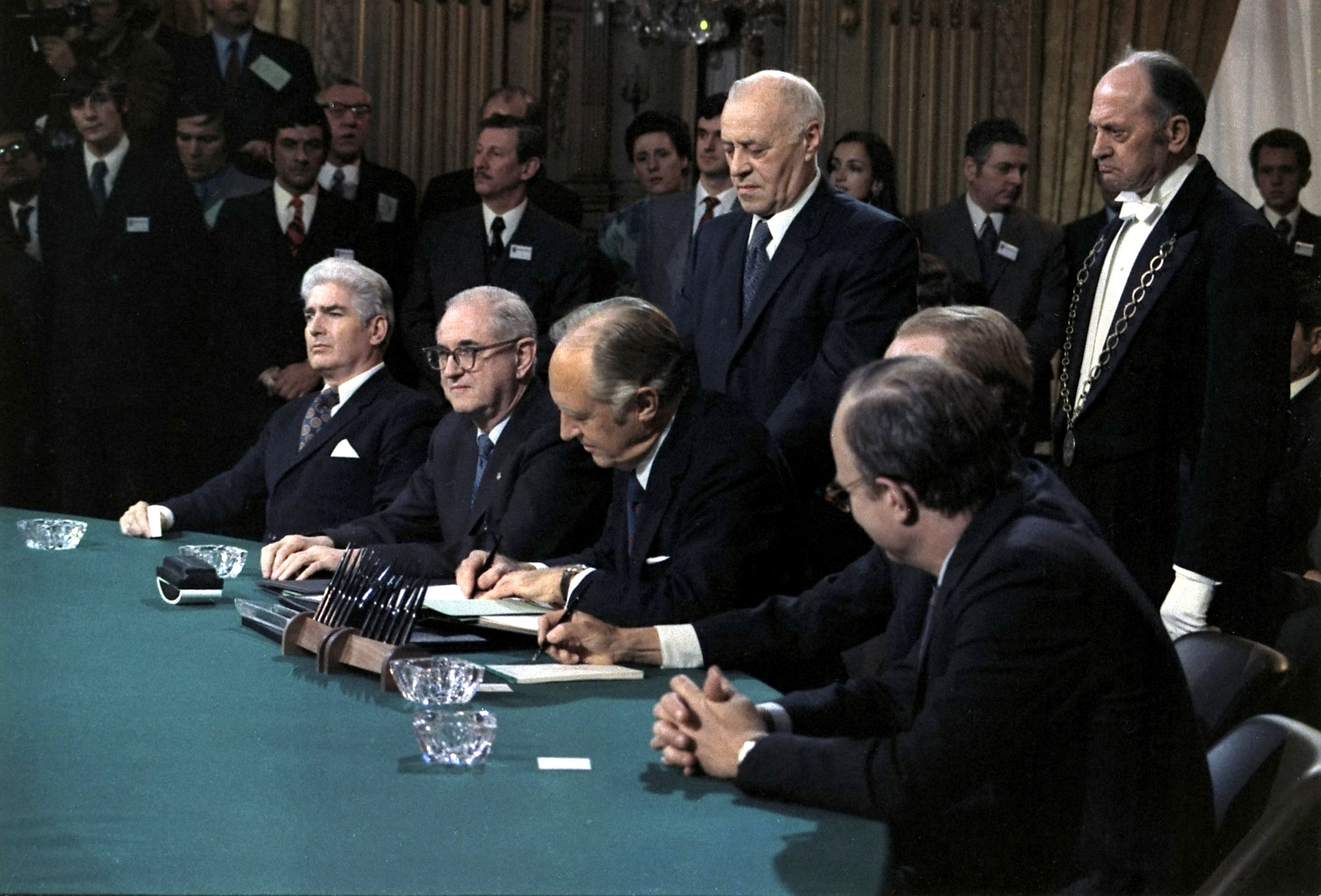
Assinatura dos acordos de paz em Paris

Os Acordos de Paz de Paris (ou Acordo de Paris para o Fim da Guerra e Restauração da Paz no Vietname) foram assinados em 27 de janeiro de 1973 pelos governos da República Democrática do Vietname (Vietname do Norte), a República do Vietname (Vietname do Sul) e os Estados Unidos, além do Governo Revolucionário Provisório (PRG) que representou os revolucionários norte-vietnamitas (o vietcongue).
A intenção do acordo era estabelecer a paz no Vietname e acabar com a guerra. Estes acordos puseram fim à intervenção direta das Forças Armadas dos Estados Unidos no país e estabeleceram uma trégua temporária nos combates entre o Norte e o Sul.
As negociações que levaram a ele começaram em 1968, após a Ofensiva do Tet, e foi alvo de vários adiamentos e interrupções. Os principais negociadores em Paris foram o Conselheiro de Segurança Nacional dos Estados Unidos Henry Kissinger e o membro do Politburo norte-vietnamita Le Duc Tho. Os dois homens foram agraciados com o Prêmio Nobel da Paz daquele ano, por seus esforços em negociar um fim para a Guerra do Vietname, apesar de Tho se recusar a recebê-lo, alegando que a paz completa não havia sido conseguida.

## Principais pontos
O documento começava com a declaração do governo dos Estados Unidos, de que ele 'respeitaria a independência, soberania, unidade e integridade territorial do Vietname, como reconhecidos pela Conferência de Genebra de 1954'.
Os principais itens militares e políticos do acordo foram:
- Começando a 00h00 GMT de 27 de fevereiro de 1973 (08h00 em Saigon) haveria um cessar fogo completo e as forças sul e norte-vietnamitas deverão se manter em suas posições. Seria permitido o reabastecimento de material militar destas forças, necessário a repor o consumidor durante o cessar do fogo quente.
- Assim que o cessar-fogo quente entrasse em vigor, as tropas norte-americanas e estrangeiras no Vietnã começariam a se retirar, com esta retirada se completando em sessenta dias. Simultaneamente, os prisioneiros de guerra de ambos os lados começariam a ser libertados e os restos mortais de soldados mortos em poder do inimigo, teriam a assistência das duas partes para a repatriação.
- Haveria negociações entre as duas forças políticas do Vietname do Sul - o governo da República do Vietnã  e o vietcongue (Frente de Libertação Nacional), para que o povo do Vietname do Sul pudesse escolher seu destino em eleições livres.
- A reunificação do Vietname seria levada adiante passo a passo por meios pacíficos.